# ابن أبي أصيبعة
مُوَفَّقُ الدِّينِ أَبُو العَبَّاسِ أَحْمَدُ بْنُ سَدِيدِ الدِّينِ القَاسِمِ بْنِ خَلِيفَةَ بْنِ يُونُسَ الخَزْرَجِيُّ الأَنْصَارِيُّ المعروف بابْنِ أَبِي أُصَيْبِعَةَ (600–68 هـ) طبيب ومؤرخ مسلم وصاحب كتاب عيون الأنباء في طبقات الأطباء. ولد في دمشق وأقام بها وفيها صنف كتابه طبقات الأطباء. زار مصر وأقام بها طبيبًا مدة سنة. من كتبه التجاريب والفوائد وحكايات الأطباء في علاجات الأدواء ومعالم الأمم. توفي بصلخد من بلاد حوران في الشام.

## اسمه ومولده
ولد في أسرة آخذة من الطب بقسط وافر، وكني أبا العباس قبل أن يطلق عليه لقب جده ابن أبي أصيبعة، كان مولده في دمشق سنة 600 هـ (1203 مـ)، وقيل: بل في القاهرة حوالي السنة 595 هـ (1198 مـ).

## علمه
سليل أسرة اشتهرت بالطب، وموفق الدين أشهر أفراد الأسرة، وإليه يصرف الانتباه إذا ذكر الطبيب ابن أبي أصيبعة وكني أبا العباس قبل أن يطلق عليه لقب جده ابن أبي أصيبعة، وقد نشأ في دمشق في بيئة حافلة بالعلم والدرس والتدريس، والتطبيب والمعالجة.

درس العلوم والطب في دمشق؛ نظرياً وعملياً، وطبّق دروسه في البيمارستان النوري؛ أول مستشفى في التاريخ الإسلامي، زميلا لابن النفيس ، وكان من أساتذته من كبار علماء دمشق: رضي الدين الرحبي، وشمس الدين الكلي، وابن البيطار (العالم الشهير ومؤلف جامع المفردات)، ومهذب الدين عبد الرحيم بن علي الدخوار، والطبيب اليهودي عمران بن صدقة؛ صاحب المكتبة القيمة التي أفاد منها ابن أبي أصيبعة لإكمال ثقافته وتأليف كتابه خاصةً. انتقل ابن أبي أصيبعة إلى القاهرة في زمن الأيوبيين ومارس فيها الكحالة (طب العيون)، كما استفاد في تردده على البيمارستان الناصري من دروس الكحالة للسديد ابن أبي البيان الإسرائيلي؛ الطبيب الكحال ومؤلف كتاب الأقراباذين المعروف باسم الدستور البيمارستاني، لكنه لم يطل الإقامة في مصر؛ إذ عاد إلى الشام في حدود سنة 635 هـ (1237م) ملبياً دعوة صاحب صرخد؛ الأمير عز الدين أيدمر، وهي اليوم مدينة صلخد من أعمال جبل العرب.

## كتبه ومؤلفاته
اشتهر ابن أبي أصيبعة بكتابه الذي سماه «عيون الأنباء في طبقات الأطباء»، و كان قد ألفه لأمين الدولة وزير الملك الصالح ابن الملك العادل، وقد باشر بتأليفه حوالي السنة 640 هـ (1242م) في دمشق، وصل بتراجم من ذكرهم إلى السنة 667 ه ؛ أي قبل وفاته بسنة واحدة، ويعتبر كتابه من أمهات المصادر لدراسة تاريخ الطب عند العرب، وهو مقسم إلى خمسة عشر باباً، وقد بلغ في كتابه حد الأربعمائة ترجمة لأطباء وحكماء من كبار علماء الإغريق والرومان والهنود والعجم والسريان والنصارى وأطباء فارس والعراق والشام ومصر والمغرب العربي والأندلس،[3] فكان له الفضل العظيم في التاريخ الطبي والعلمي للقرون الوسطى في الشرق. ويستشف من أقواله أنه وضع ثلاثة كتب أخرى لم تصل إلينا وهي (كتاب حكايات الأطباء في علاجات الأدواء)، و (كتاب إصابات المنجمين) و(معالم الأمم) و (كتاب التجارب والفوائد) الذي لم يتم تأليفه. كما كان شاعرا مجيدا وله شعر جميل ضمنه كتبه ورسائله.

## وفاته
كانت وفاته سنة 668 هـ (1270م) في صرخد (هي اليوم مدينة صلخد جنوب سوريا ).